# Международен учебен център за консервация и реставрация на културно наследство
Международният изследователски център за опазване и реставрация на културно наследство (на италиански: Centro internazionale di studi per la conservazione ed il restauro dei beni culturali) (от 1978 г. наричан ICCROM, съкращение от „Международен център за опазване“ и „Римски център“)  е междуправителствена организация, посветена на опазването на световното културно наследство чрез обучение, информация, изследвания, сътрудничество и осведоменост. Неговата дейност е насочена към подобряване на консервационно-реставрационния сектор и информиране за важността и крехкостта на културното наследство.
Създаването на Центъра е резултат от предложение, представено по време на Генералната конференция на ЮНЕСКО в Ню Делхи през 1956 г. Три години по-късно Центърът е създаден в Рим, Италия, който все още продължава да бъде негов щаб. Първият обект е бил близо до историческото седалище на Централния институт за реставрация на Пиаца Сан Франческо ди Паола, докато впоследствие ICCROM се е помещавал в монументалния комплекс Сан Микеле а Рипа в Рим.
ICCROM отговаря на нуждите на своите държави-членки, които в момента наброяват 136.

## Мисия
Мисията на ICCROM се определя от поредица от устави, които са изготвени накратко преди създаването му (и преработени на 25 ноември 2009 г.).

## Цел и функции
„Международен изследователски център за консервация и реставрация на културно наследство“, наричан по-долу „ICCROM“, допринася за консервацията и реставрацията на културното наследство в света, като инициира, развива, насърчава и улеснява условията за такава консервация и реставрация . ICCROM упражнява по-специално следните функции:
- събира, изучава и разпространява информация по научни, технически и етични теми, свързани с опазването и възстановяването на културното наследство;
- координират, стимулират или предприемат изследвания в този сектор чрез, по-специално, задачи, поверени на органи или експерти, международни срещи, публикации и обмен на специалисти;
- дават съвети и препоръки по общи или специфични въпроси, свързани с опазването и реставрацията на културното наследство;
- насърчаване, разработване и организиране на курсове за обучение, свързани с консервацията и реставрацията на културното наследство, и повишаване на стандартите и практиката на консервационната и реставрационна работа;
- насърчаване на инициативи, които създават по-добро възстановяване на културното наследство.

## Дейности
Мисията на ICCROM се осъществява чрез пет области на дейност: обучение, информация, изследване, сътрудничество и осведоменост.

### Обучение
От 1965 г. се провеждат дейности по разработване на дидактически материали, учебни дейности, стажове (задължителен стаж за получаване на някои професионални дипломи или за завършване на специфични курсове за специализации) по желание.

### Информация
Библиотеката на ICCROM съдържа материали с информация за консервацията и реставрацията на културното наследство.

### Проучване
ICCROM участва в мрежа от професионалисти и институции по консервация.

### Сътрудничество
ICCROM извършва всички свои дейности в сътрудничество с професионални и институционални партньори.

### Повишаване на осведомеността
ICCROM разпространява образователни материали за дейности по опазване.

## История
Краят на Втората световна война доведе със себе си необходимостта от възстановяване на паметници и други форми на културно наследство, които са били повредени или унищожени. В същото време други страни излизат от колонизацията и са нетърпеливи да индустриализират, възстановят и предефинират културната идентичност и да обучат персонал, за да запазят своето наследство. На международно ниво липсва сплотено обучение и авторитетни органи, способни да ръководят страните, възстановявайки и защитавайки тяхното наследство. Така по време на Шестата сесия на Генералната конференция на ЮНЕСКО (1951 г.) правителството на Швейцария въвежда резолюция, предлагаща създаването на международен център за насърчаване на изучаването и осведомеността за методите за консервация в световен мащаб. Резолюцията е приета и комисия от експерти се събра, за да вземе решение за ролята и функциите на тази институция. В възпоменателната брошура за десетата годишнина на центъра („Първото десетилетие 1959 – 1969“, страници 12 – 13), Хироши Дайфуку от отдела за развитие на културното наследство (ЮНЕСКО) обяснява:
Г-н Жорж Анри Ривиер (тогава директор на ICOM ) е назначен за председател на подкомитет на Комитета за международни паметници на ЮНЕСКО за създаването на Центъра. При обсъждането на предложените функции на Центъра (25 септември 1953 г.), членовете на този комитет считат, че този орган може например:
- решаване на основни проблеми на опазването, като например осветлението;
- покани широк кръг специалисти от различни страни;
- предоставя информация на страни, в които липсват лаборатории;
- справят се с проблеми, присъщи на опазването на паметниците;
- координират изследванията и имат силен морален авторитет, за да попречат на лошо обучени консерватори да предприемат реставрация на важни произведения на изкуството.
- тези функции да станат образец за устава на Центъра.

През 1956 г. резолюцията е приета по време на Деветата сесия на Генералната конференция на ЮНЕСКО в Ню Делхи, а през 1957 г. е подписано споразумение между правителството на Италианската република и ЮНЕСКО за създаване на този център в Рим.
Присъединяването на пет държави-членки до 1958 г. позволява на Устава да влезе в сила, което прави Центъра юридическо лице. Установено е сътрудничество с други европейски институции за консервация, а именно Италианския централен институт за реставрация (ICR, сега ISCR) и Кралския институт за художествено наследство (IRPA) в Белгия. Създаден е временен съвет, назначен от ЮНЕСКО, за да управлява Центъра и открит в Рим през 1959 г. с Харолд Дж. Плендерлейт, известен куратор в Британския музей, като негов директор. Белгийският историк на изкуството Пол Филипо е назначен за заместник-директор и първото Общо събрание се провежда през 1960 г., по време на което се избират първите редовни членове на Съвета.

## Хронология
По-долу е даден календар с ключови събития за развитието на Центъра:
| Генералната конференция на ЮНЕСКО решава да създаде орган за опазване. | 1956 г. |
| Подписване на споразумението между ЮНЕСКО и Италия за създаване на Центъра в Рим. Австрия става първата държава-членка. | 1957 г. |
| Пет държави-членки се присъединяват, което прави Центъра юридическо лице. | 1958 г. |
| Римският център започва да функционира с Плендерлейт като първи директор. | 1959 г. |
| Провежда се първото общо събрание. | 1960 г. |
| Библиотеката стартира и се превръща в основен източник на консервационна литература. | 1961 г. |
| Центърът участва в изготвянето на Венецианската харта, както и във възстановяването на паметниците от долината на Нил, включително храмовете на Абу Симбел. | 1964    |
| Провежда се първият курс по Архитектурна консервация (АРК). | 1965 г. |
| ICCROM координира първата международна реакция срещу наводнението във Флоренция и Венеция. | 1966 г. |
| Провежда се първият курс по Консервация на стенопис (МСК). | 1968 г. |
| Пол Филипо става директор и променя името от „Centro di Roma“ на „Международен център за консервация“. | 1971 г. |
| ЮНЕСКО признава Центъра като консултативен орган към Конвенцията за световното наследство. | 1972 г. |
| Провежда се първият курс по природозащитна наука (SPC). | 1973 г. |
| В музеите се провежда първият курс по превантивна консервация. | 1975 г. |
| Във Венеция се провежда първият курс по консервация на камъни. Извършват се възстановителни работи след земетресението във Фриули, Италия. | 1976 г. |
| Бърнард М. Фейлдън е назначен за директор и променя името на Центъра на ICCROM. | 1977 г. |
| Турският археолог Джеват Ердер става директор. | 1981 г. |
| Програмата за техническа помощ е стартирана, първоначално предоставяйки второстепенно оборудване и консумативи, учебни материали, консервационна литература, годишни абонаменти за консервационни списания и фотокопия за обществени институции и организации с нестопанска цел.         | 1982 г. |
| Стартират регионални програми с програмата PREMA (предварителност на музеите в Африка), дългосрочен стимул за обучение на професионалисти от Субсахарска Африка за превантивна консервация.                                                                                              | 1985 г. |
| ICCROM печели наградата за архитектура Ага Хан за консервацията на джамията Ал-Акса в Йерусалим. | 1986 г. |
| Полският архитект Анджей Томашевски е назначен за директор. Първият курс по опазване на дървесината се провежда в Трондхайм, Норвегия. | 1988 г. |
| Започва кампанията Media Save Art с цел да накара учениците да осъзнаят крехкостта на културното наследство. | 1991 г. |
| Марк Лаенен, белгийски директор на музея и историк на изкуството, става генерален мениджър. | 1992 г. |
| Започва програмата NAMEC за обучение по опазване в страните от Магреб. Уставните функции на ICCROM са преразгледани, за да включват промоция. | 1993 г. |
| ICCROM е онлайн. Стартира програмата за опазване на Тихия океан „PREMO“. Документът Нара за автентичността е съставен в Япония. | 1994 г. |
| Започва проектът за интегрирано териториално и градско опазване (ITUC – Integrated Territorial and Urban Conservation). | 1995 г. |
| Първият PAT (Панамерикански курс по опазване и управление на земната архитектура и археологическото наследство) се провежда в археологическия обект Чан Чан в Трухильо, Перу. | 1996 г. |
| Лабораторията на д-р Харолд Дж. Плендерлейт е открита в ICCROM. | 1997 г. |
| Стартира програмата „AFRICA 2009“, която предлага курсове за опазване на недвижимото имущество в Субсахарска Африка. Също така се подписва споразумение между ICCROM и Националния университет на Бенин, създавайки EPA (Ecole du Patrimoine Africain).                                  | 1998 г. |
| Проведен е първият курс по консервация на уруши (японски лак). | 1999 г. |
| Хартата от Рига е приета в Рига, Латвия на 23 и 24 октомври 2000 г. на Регионалната конференция за автентичност и историческа реконструкция, свързана с културното наследство, организирана от ICCROM.                                                                                   | 2000 г. |
| Британският археолог и обучаващият по консервация Никълъс Стенли-Прайс става генерален директор. Програмата за развитие на музеите (PMDA, сега известна като CHDA) започва да функционира в Момбаса, Кения.                                                                              | 2000 г. |
| Създадена е Програмата за стаж и стаж. Провежда се първият курс за споделяне на решения за опазване. | 2002 г. |
| ICCROM започва да организира двугодишни форуми в Рим, като първият се занимаваше с Опитът на религиозното наследство. Започва първият курс по Архитектурни регистри, описи и информационни системи за консервация (ARIS).                                                                | 2003 г. |
| Стартират програмите ATHAR (опазване на обекти на наследство в арабския регион) и CollAsia 2010 (опазване на колекции от наследство в Югоизточна Азия). | 2004 г. |
| Първият курс за намаляване на риска за събиране на средства се провежда в Рим. | 2005 г. |
| Алжирският археолог и заместник генерален директор по културата в ЮНЕСКО Мунир Бученаки е назначен за генерален директор. ICCROM празнува 50-ата годишнина от резолюцията на Генералната конференция за създаване на Центъра.                                                            | 2006 г. |
| Първият курс за защита на колекциите от изображения и звуци (SOIMA) се провежда в Рио де Жанейро, Бразилия. Първият курс по опазване на архитектурното наследство (CBH) се провежда в Рим. Това е еволюция на курса ARC.                                                                 | 2007 г. |
| Стартира Програмата за опазване на LATAM в Латинска Америка и Карибите. | 2008 г. |
| Приключва програмата AFRICA 2009. ICCROM празнува 50 години дейност. | 2009 г. |
| Приключва програмата CollAsia 2010. CollAsia беше насочена към изграждане на капацитет в Азиатско-Тихоокеанския регион за опазване на движимо наследство и обучена относно значението на интегрирането на общностите и нематериалното наследство в процеса на опазване.                  | 2010 г. |
| Първото издание на курса за първа помощ за културно наследство (FAC) се провежда в Рим. Този курс с множество партньори се предлага и в Хаити като реакция на земетресението от 2010 г. и оттогава се преподава в множество издания по целия свят.                                       | 2010 г. |
| Стефано Де Каро, италиански археолог, е избран за генерален директор на ICCROM. Платформата RE-ORG стартира в сътрудничество с ЮНЕСКО, като предоставя полезни инструменти и насоки за реорганизиране на хранилището в по-малки музеи.                                                   | 2011 г. |
| Стартира нова програма за управление на риска от бедствия (DRM). | 2012 г. |
| Научният форум за опазване на ICCROM се провежда през октомври 2013 г. и събира професионалисти по опазване от цял свят, за да обсъдят значението на науката за опазване на най-важния глобален дневен ред.                                                                              | 2013 г. |
| Регионалният консервационен център ICCROM-ATHAR е открит в Шарджа, Обединени арабски емирства. | 2014 г. |
| ICCROM включва културното наследство в дневния ред на Третата световна конференция за намаляване на риска от бедствия (WCDRR), в Сендай, Япония. Курсът FAC се провежда в Непал, за да подпомогне възстановяването на наследството след извънредни ситуации след земетресението в Непал. | 2015 г. |
| ICCROM допринася чрез дейности за изграждане на капацитет в Баган след земетресението в Мианмар. | 2016 г. |
| Уебър Ндоро, археолог от Зимбабве, е избран за генерален директор на ICCROM. | 2017 г. |

## Организационна структура
ICCROM се управлява от Общо събрание, съставено от делегати от всички държави-членки. Общото събрание определя ориентацията и общите правила на ICCROM; на всеки две години приема бюджета и програмата за дейността; избира членовете на Управителния съвет и назначава Управителя. Той изпълнява и други функции, които включват: приема отчети за дейността на Съвета и Секретариата; определянето на вноските на държавите-членки; приемането на финансовия правилник на ICCROM и одобряването на измененията в устава.

### Общо събрание
Членовете на съвета са оператори в областта на консервацията и реставрацията на културното наследство. Съветът се събира всяка година в централата на ICCROM в Рим.

### Секретариат
Секретариатът на ICCROM се състои от генерален директор и персонал. Генералният директор отговаря за изпълнението на одобрена програма от дейности. Персоналът е разпределен между секторите, които се занимават с недвижими имоти (паметници, археологически обекти, исторически градове и др.), движими активи (например колекциите на музея), знания и комуникация (библиотека и архиви, публикации, уебсайт), Учебната лаборатория и Финанси и администрация.

## Страни участнички
| Име                                                  | Присъединяване       |
| ---------------------------------------------------- | -------------------- |
| Афганистан                                           | 02 юли 2010 г.       |
| Албания                                              | 02 април 1962) г.    |
| Алжир                                                | 18 януари 1973 г.    |
| Андора                                               | 04 юни 1998 г.       |
| Ангола                                               | 06 април 1992 г.     |
| Саудитска Арабия                                     | 18 февруари 2000 г.  |
| Аржентина                                            | 29 август 1988 г.    |
| Армения                                              | 05 май 2004 г.       |
| Австралия                                            | 26 юни 1975 г.       |
| Австрия                                              | 20 май 1957 г.       |
| Азербайджан                                          | 02 март 2002 г.      |
| Бахрейн                                              | 15 декември 2005 г.  |
| Бангладеш                                            | 18 октомври 2007 г.  |
| Барбадос                                             | 01 април 1985 г.     |
| Белгия                                               | 07 юли 1959 г.       |
| Бенин                                                | 06 май 1986 г.       |
| Боливия                                              | 17 декември 2004 г.  |
| Бирма                                                | 05 октомври 1987 г.  |
| Босна и Херцеговина                                  | 19 юли 2000 г.       |
| Боствана                                             | 02 февруари 2002 г.  |
| Бразилия                                             | 21 август 1964 г.    |
| Бруней                                               | 24 декември 2005 г.  |
| България                                             | 01 декември 1960 г.  |
| Буркина Фасо                                         | 01 април 1988 г.     |
| Камбоджа                                             | 06 март 1961 г.      |
| Камерун                                              | 06 март 1995 г.      |
| Канада                                               | 11 юли 1978 г.       |
| Чад                                                  | 02 юни 2000 г.       |
| Чили                                                 | 02 март 1981 г.      |
| Китай                                                | 14 юни 2000 г.       |
| Кипър                                                | 02 май 1963 г.       |
| Колумбия                                             | 18 май 1971 г.       |
| Кот д'Ивоар                                          | 17 декември 1985 г.  |
| Хърватия                                             | 18 октомври 1993 г.  |
| Куба                                                 | 25 юни 1971 г.       |
| Дания                                                | 01 януари 1973 г.    |
| Еквадор                                              | 19 ноември 2003 г.   |
| Египет                                               | 05 ноември 1959 г.   |
| Обединени арабски емирства                           | 22 януари 2010 г.    |
| Естония                                              | 02 септември 2001 г. |
| Етиопия                                              | 12 май 1975 г.       |
| Филипини                                             | 15 декември 1983 г.  |
| Финландия                                            | 07 март 1981 г.      |
| Франция                                              | 25 септември 1964 г. |
| Габон                                                | 20 март 1961 г.      |
| Гамбия                                               | 01 октомври 1999 г.  |
| Грузия                                               | 23 декември 2001 г.  |
| Германия                                             | 30 октомври 1964 г.  |
| Гана                                                 | 12 февруари 1959 г.  |
| Япония                                               | 19 декември 1967 г.  |
| Йордания                                             | 07 юни 1958 г.       |
| Гърция                                               | 17 март 1987 г.      |
| Гватемала                                            | 18 септември 1975 г. |
| Гвиана                                               | 16 октомври 1999 г.  |
| Хаити                                                | 21 май 1992 г.       |
| Хондурас                                             | 26 май 1964 г.       |
| Индия                                                | 02 октомври 1961 г.  |
| Иран                                                 | 18 декември 1972 г.  |
| Ирак                                                 | 14 ноември 2011 г.   |
| Ирландия                                             | 22 декември 1986 г.  |
| Израел                                               | 23 май 1958 г.       |
| Италия                                               | 24 октомври 1960 г.  |
| Кения                                                | 05 март 1998 г.      |
| Кувейт                                               | 20 март 1962 г.      |
| Лаос                                                 | 21 юни 2006 г.       |
| Лесото                                               | 01 юли 2007 г.       |
| Латвия                                               | 31 март 2012 г.      |
| Ливан                                                | 07 февруари 1958 г.  |
| Либия                                                | 01 септември 1959 г. |
| Литва                                                | 21 октомври 1991 г.  |
| Люксембург                                           | 18 декември 1978 г.  |
| Северна Македония                                    | 10 декември 1993 г.  |
| Мадагаскар                                           | 09 март 1963 г.      |
| Малави                                               | 25 юли 2013 г.       |
| Малдиви                                              | 07 юли 2012 г.       |
| Малайзия                                             | 04 ноември 1966 г.   |
| Мали                                                 | 19 ноември 2003 г.   |
| Малта                                                | 24 август 1965 г.    |
| Мароко                                               | 24 април 1958 г.     |
| Мавритания                                           | 29 ноември 2009 г.   |
| Мавриций                                             | 29 юли 1998 г.       |
| Мексико                                              | 17 юли 1961 г.       |
| Монако                                               | 13 декември 2007 г.  |
| Монголия                                             | 30 юли 2003 г. г.    |
| Черна гора                                           | 16 септември 2007 г. |
| Мозамбик                                             | 17 декември 2003 г.  |
| Намибия                                              | 28 ноември 1998 г.   |
| Непал                                                | 23 юни 1969 г.       |
| Никарагуа                                            | 30 август 1971 г.    |
| Нигерия                                              | 12 декември 1961 г.  |
| Норвегия                                             | 01 януари 1980 г.    |
| Нова Зеландия                                        | 19 март 1987 г.      |
| Оман                                                 | 13 декември 2003 г.  |
| Холандия                                             | 14 април 1959 г.     |
| Пакистан                                             | 30 октомври 1963 г.  |
| Парагвай                                             | 21 юни 1973 г.       |
| Перу                                                 | 05 февруари 1962 г.  |
| Полша                                                | 10 май 1958 г.       |
| Португалия                                           | 14 септември 1967 г. |
| Катар                                                | 26 април 2012 г.     |
| Обединено кралство Великобритания и Северна Ирландия | 01 април 1968 г.     |
| Чехия                                                | 30 март 1996 г.      |
| Република Конго                                      | 18 април 1999 г.     |
| Република Корея                                      | 22 юли 1968 г.       |
| Доминиканска република                               | 20 февруари 1958 г.  |
| Румъния                                              | 19 януари 1960 г.    |
| Руанда                                               | 17 декември 2004 г.  |
| Русия                                                | 05 януари 2014 г.    |
| Сенегал                                              | 15 януари 2006 г.    |
| Сърбия                                               | 17 юни 1959 г.       |
| Сейшели                                              | 05 октомври 2006 г.  |
| Сирия                                                | 05 ноември 1959 г.   |
| Словакия                                             | 24 ноември 2000 г.   |
| Словения                                             | 29 март 1996 г.      |
| Испания                                              | 19 април 1958 г.     |
| Шри Ланка                                            | 09 април 1958 г.     |
| Съединени американски щати                           | 20 януари 1971 г.    |
| Южна Африка                                          | 17 януари 2004 г.    |
| Судан                                                | (10 ноември 1960 г.  |
| Швеция                                               | 01 септември 1969 г. |
| Швейцария                                            | 25 март 1959 г.      |
| Свазиленд                                            | 25 октомври 2007 г.  |
| Танзания                                             | 21 април 2004 г.     |
| Тайланд                                              | (08 февруари 1967 г. |
| Того                                                 | 11 септември 2005 г. |
| Тринидад и Тобаго                                    | 18 ноември 2007 г.   |
| Тунис                                                | 21 май 1969 г.       |
| Турция                                               | 01 юли 1969 г.       |
| Украйна                                              | 15 януари 2016 г.    |
| Унгария                                              | 29 ноември 2017 г.   |
| Уругвай                                              | 03 септември 2002 г. |
| Венецуела                                            | 29 ноември 1989 г.   |
| Виетнам                                              | 08 юли 1972 г.       |
| Йемен                                                | 18 юни 2008 г.       |
| Замбия                                               | 12 септември 2003 г. |
| Зимбабве                                             | 19 ноември 1993 г.   |

## Генерални директори
| Име                    | Мандат      |
| ---------------------- | ----------- |
| Харолд Дж. Плендерлейт | 1959 – 1971 |
| Пол Филипо             | 1971 – 1977 |
| Бърнард М. Фейлдън     | 1977 – 1981 |
| Джеват Ердер           | 1981 – 1988 |
| Анджей Томашевски      | 1988 – 1992 |
| Марк Лаенен            | 1992 – 2000 |
| Никълъс Стенли-Прайс   | 2000 – 2005 |
| Бученаки               | 2006 – 2011 |
| Стефано Де Каро        | 2012 – 2017 |
| Уебър Ндоро            | 2018 – 2021 |
| Гамини Виджесурия      | 2021        |

## Главни мениджъри
| Име                         | Мандат  |
| --------------------------- | ------- |
| Ом Пракаш Аграуел           | 1993 г. |
| Итало Англе                 | 1984 г. |
| Агнес Балестрем             | 1995 г. |
| Мунир Бученаки              | 2000 г. |
| Чезаре Бранди               | 1979 г. |
| Морис Чехаб                 | 1979 г. |
| Джовани Карбонара           | 2017 г. |
| Пол Кореманс                | 1979 г. |
| Хироши Дайфуку              | 1979 г. |
| Абдел-Азиз Даулатли         | 2005 г. |
| Гулиелмо де Анджелис д'Осат | 1979 г. |
| Василе Драгут               | 1990 г. |
| Джеват Ердер                | 1997 г. |
| Сър Бърнард М. Фелдън       | 1995 г. |
| Ханс Форамити               | 1983 г. |
| Албер Франс-Ланорд          | 1988 г. |
| Пиеро Гацола                | 1979 г. |
| Гаел де Гишен               | 2001 г. |
| Фредерик Гизен              | 1979 г. |
| Чарлз Гръчи                 | 1997 г. |
| Томокичи Ивасаки            | 1986 г. |
| Юка Йокилехто               | 2000 г. |
| Мариса Лаурензи Табасо      | 2009 г. |
| Реймънд Лемер               | 1981 г. |
| Йохан Луис                  | 1992 г. |
| Джоу Лу                     | 2013 г. |
| Станислас Лоренц            | 1979 г. |
| Нилс Марщайн                | 2009 г. |
| Джовани Масари              | 1981 г. |
| Кацухико Масуда             | 2007 г. |
| Лаура Мора                  | 1984 г. |
| Паоло Мора                  | 1984 г. |
| Бруно Мюлеталер             | 1988 г. |
| Уебър Ндоро                 | 2015 г. |
| Колин Пиърсън               | 2003 г. |
| Пол Перо                    | 1990 г. |
| Пол Филипо                  | 1981 г. |
| Харолд Дж. Плендерлейт      | 1979 г. |
| Джанфранко Помпей           | 1979 г. |
| Норман Рийд                 | 1983 г. |
| Хърб Стоуел                 | 2011 г. |
| Жан Таралон                 | 1984 г. |
| Джон Тауберт                | 1984 г. |
| Гари Томсън                 | 1986 г. |
| Агнес Тимар-Балази          | 2001 г. |
| Джорджо Торака              | 1990 г. |
| Гъртруд Трип                | 1981 г. |
| Джовани Урбани              | 1993 г. |
| Артър Ван Шендел            | 1979 г. |

## Награда на ICCROM
Наградата ICCROM е учредена през 1979 г. и се присъжда на хора, които са допринесли значително за развитието на тази институция и са постигнали особени резултати в областта на опазването, защитата и реставрацията на културното наследство. Наградата се присъжда на всеки две години на един или двама кандидати, избрани от Борда.